# Duales Rundfunksystem
Unter dem dualen Rundfunksystem versteht man im Medienrecht und in der Medienwirtschaft die gleichzeitige Existenz von privatem und öffentlich-rechtlichem Rundfunk (letzterer darf nicht verwechselt werden mit staatlichem Rundfunk).

## Allgemeines
Die Unterschiede zwischen beiden bestehen insbesondere in der Trägerschaft bzw. wer als Gesellschafter eines Medienunternehmens fungiert und welche Unternehmensziele verfolgt werden. Träger der öffentlichen Rundfunkanstalten sind in Deutschland meist die Länder, Gesellschafter der privaten sind stets nicht-öffentliche Unternehmen. Öffentliche Rundfunkanstalten verfolgen das Kostendeckungsprinzip, private die Gewinnmaximierung.

## Entwicklung
Nachdem der öffentlich-rechtliche Rundfunk über rund drei Jahrzehnte eine Monopolstellung innegehabt hatte, ergab sich Anfang der achtziger Jahre mit der Einführung des privaten Fernsehens und der Entstehung des dualen Rundfunksystems eine völlig veränderte Situation in der europäischen Rundfunklandschaft. Ferner schuf der technische Fortschritt auf dem Gebiet der Kabel- und Satelliten-Technologie die Voraussetzungen für neue Übertragungsmöglichkeiten.
Die Ausgestaltung des Rundfunks ist seither unterschiedlich. Hier die drei wesentlichen Systeme im Überblick:
Public Service-Modell
Dieses Modell ist ausschließlich durch öffentlich-rechtliche Rundfunkanbieter gekennzeichnet. Die Finanzierung findet über Steuern oder Gebühren statt. Das britische System (BBC) ist eines der ersten und bekanntesten, das sich aus diesem Modell entwickelte.
Kommerzielles Modell
Private und gewinnorientierte Anbieter dominieren hier den Markt. Die Finanzierung findet ausschließlich über Werbung oder direkte Leistungen durch den Zuschauer statt (Pay-TV etc.) Als Beispiel kann hier das amerikanische Rundfunksystem angeführt werden.
Dualer Rundfunk
In Europa haben sich die heutigen Rundfunksysteme nahezu in allen Staaten von einem Public Service Modell hin zu einem dualen System entwickelt.
Die erste privatrechtliche Sendelizenz erhielt am 27. Oktober 1920 die US-amerikanische Radiostation mit den „Call letters“ KDKA in Pittsburgh, sie ging am 2. November 1920 auf Sendung.
War es nach dem Zweiten Weltkrieg meist nur eine Rundfunkanstalt pro Staat, drängten durch Einführung der dualen Rundfunkordnung vermehrt private Programmanbieter auf die Märkte. Bereits 1954 traten in Großbritannien erstmals privatwirtschaftlich organisierte Rundfunkanstalten in den Wettbewerb um Seher-/Hörer- und Werbeeinnahmen. Großbritannien ist demnach auch hier als Vorreiter zu bezeichnen.
| Jahr           | Land                                                                 |
| -------------- | -------------------------------------------------------------------- |
| 1920           | Vereinigte Staaten                                                   |
| 1954           | Vereinigtes Königreich                                               |
| 1972/1974      | Italien                                                              |
| 1983           | Schweiz                                                              |
| 1984           | Deutschland                                                          |
| 1985           | Frankreich                                                           |
| 1987           | Belgien (Französische Gemeinschaft)                                  |
| 1988           | Dänemark                                                             |
| 1989           | Belgien (Flämische Gemeinschaft), Griechenland, Niederlande, Spanien |
| 1990           | Irland                                                               |
| 1991           | Luxemburg                                                            |
| 1992           | Portugal, Schweden                                                   |
| 1985/1993      | Finnland                                                             |
| 1995/1997/2001 | Österreich                                                           |

Die Wettbewerbssituation am Rundfunkmarkt hat sich in den letzten Jahren – vor allem im deutschsprachigen Raum – deutlich verschärft. Für diese Entwicklung ist vor allem das stark steigende Programmangebot in Satelliten- und Kabelhaushalten verantwortlich, welche durch die rasch fortschreitende Digitalisierung vorangetrieben wurde.

### Öffentlich-rechtlicher versus privater Rundfunk
Der bedeutendste Unterschied der beiden Rundfunksysteme ergibt sich hinsichtlich der Rechtsform und des Sachziels. Hier liegt der Schwerpunkt des privaten Rundfunks in der Gewinnerzielungsabsicht für private Betreiber. Eine öffentlich-rechtliche Rundfunkanstalt hat einen öffentlichen Auftrag, der unter öffentlicher Kontrolle erbracht wird, zu erfüllen. Ihr ist die Erwirtschaftung von Gewinnen im privatwirtschaftlichen Sinn nicht erlaubt. Die Rundfunkanstalten haben jedoch die Möglichkeit, privatwirtschaftliche Unternehmen zu gründen oder sich an solchen zu beteiligen.

## Deutschland

### Beziehung öffentlich-rechtlicher und privater Rundfunk
In Deutschland besteht das Duale Rundfunksystem seit 1984. Mit dem 3. Rundfunk-Urteil, dem sogenannten FRAG-Urteil, bereitete das Bundesverfassungsgericht (BVerfG) am 16. Juni 1981 den Weg für den privaten Rundfunk, indem es diesen für grundsätzlich zulässig erklärte. Erst das 4. Rundfunk-Urteil aus dem Jahr 1986 hat dann jedoch das duale Rundfunksystem begründet: Nach Auffassung des BVerfG kann Privatrundfunk allein die öffentliche Kommunikationsaufgabe, die sich aus der Rundfunkfreiheit in Art. 5 GG ergibt, nicht erfüllen, denn dessen Werbefinanzierung begründet die Gefahr eines nur nach Popularitätsgesichtspunkten gestalteten Programmes. Demnach sind es die öffentlich-rechtlichen Anstalten, die die öffentliche Aufgabe der Grundversorgung durch inhaltliche Standards, allgemeine Empfangbarkeit und Sicherung der Meinungsvielfalt wahrnehmen müssen. Privatrundfunk ist also neben den öffentlich-rechtlichen Anstalten zulässig, solange Letztere die Grundversorgung sichern.
Der Begriff duales Rundfunksystem beschreibt diese gegenseitige Abhängigkeit, denn die Funktionstüchtigkeit des öffentlich-rechtlichen Rundfunks ist nach dem BVerfG Voraussetzung für die Zulässigkeit privaten Rundfunks. Bestünde die Gefahr, dass die Privatsender die öffentlich-rechtlichen Anstalten völlig verdrängten, würde der Privatrundfunk dadurch verfassungswidrig. Ein „gedeihliches Nebeneinander“ ist also im Sinne aller Beteiligten und prägt die deutsche Rundfunklandschaft.
Basis des Privatrundfunks sind die Landesmediengesetze, die in der Folge des 3. Rundfunk-Urteils erlassen wurden und die innerhalb des dualen Rundfunksystems bis heute ihre Anwendung finden.
Vor 1984 existierten in Deutschland mit ARD, ZDF und den Dritten Programmen – abgesehen von den Rundfunkstationen der alliierten Streitkräfte wie British Forces Broadcasting Service (BFBS) und American Forces Network (AFN), den von Deutschland aus betriebenen Auslandsdiensten wie der Voice of America (VoA), Radio Free Europe/Radio Liberty und dem Privatsender Europe 1, der seine Entstehung dem besonderen Statut des Saarlandes in den 1950er-Jahren verdankte und ein französischsprachiges, kommerzielles Programm von Felsberg-Berus ausstrahlt – nur öffentlich-rechtliche Rundfunksender. Lediglich in Grenznähe konnten einige aus dem Ausland speziell fürs deutsche Publikum sendende kommerzielle Programme, wie Radio Luxemburg, empfangen werden. Erst der Ausbau der Kabelnetze und ein Politikwechsel mit Helmut Kohl im Jahre 1982 ermöglichte nach dem 3. und 4. Rundfunk-Urteil die Einführung des dualen Rundfunksystems.
Der Rundfunkstaatsvertrag regelt zum einen den Grundversorgungs-Auftrag der öffentlich-rechtlichen Rundfunkanstalten sowie deren Finanzierung aus Rundfunkabgaben und die Existenzberechtigung der werbefinanzierten Privatsender.

### Nichtkommerzieller Rundfunk als „dritte Säule“
Mit dem Sendestart des Privatfernsehens ging am 1. Januar 1984 auch der erste Offene Kanal Deutschlands als zugangsoffener „Jedermannsrundfunk“ (in Ludwigshafen am Rhein) auf Sendung, weshalb auch von einer trialen Rundfunkordnung gesprochen wird. Indem sich die Funktion und die Aufgaben des nichtkommerziellen Rundfunks regelmäßig von denen öffentlich-rechtlicher und privater Programmanbieter abgrenzen, werden Bürgermedien immer wieder auch als Vielfaltsreserve, als Rundfunk der dritten Art oder als „Dritte Säule“ des deutschen Rundfunksystems klassifiziert.
Der Medienrechtler Martin Stock, eher ein Freund der Bürgermedien, schränkt allerdings ein, dass die dritte Säule nichts Statisch-Säulenartiges kennzeichne. Von anderer Art als die beiden anderen, ebenfalls ungleichen Säulen sei sie, weil sie eher als ein bürgerschaftliches Prinzip wirke und weniger eine fertige, konkurrierende Institution sei. Man sollte jedoch auch bedenken, dass die öffentliche Wahrnehmung derartiger Programme sehr begrenzt ist.

### Abgrenzungen
Öffentlich-rechtlich
- Rundfunkanstalten (gesetzlich oder staatsvertraglich),
- Kanäle der Landesmedienanstalten (gesetzlich bzw. satzungsmäßig),
- lizenzierte öffentlich-rechtliche Anbieter (z. B. Hochschule, Pfarrei)

Privat
- lizenzierte privatrechtliche Anbieter
(kommerziell oder nichtkommerziell: Freies Radio, Bürgerfunk)

Nichtkommerziell
- Rundfunkanstalten, soweit werbefrei,
- Kanäle der Landesmedienanstalten,
- lizenzierte nichtkommerzielle Anbieter

Kommerziell
- lizenzierte kommerzielle Anbieter,
- Rundfunkanstalten, soweit werbetreibend

## Österreich
In Österreich wurde erst im Jahr 2001 mit der Überarbeitung der Rundfunkgesetze ein echtes duales Rundfunksystem eingeführt. So wurde eine Regulierungsbehörde (RTR-GmbH) eingerichtet, Verbesserungen für Privatradiobetreiber durchgeführt und ein Privatfernsehgesetz erlassen. Auch das ORF-Gesetz erfuhr eine Novellierung, um den ORF hinsichtlich Werberegelung und Programmauftrag auf die neuen Marktbedingungen auszurichten.